# Ecce Homo (Caravaggio)
Ecce Homo è un dipinto del pittore italiano Michelangelo Merisi da Caravaggio realizzato in olio su tela (128×103 cm) intorno al 1605 (o nel 1609, secondo l'interpretazione di John Gash). È una delle tele più importanti conservate a Genova, nei Musei di Strada Nuova (Palazzo Bianco).

## Storia

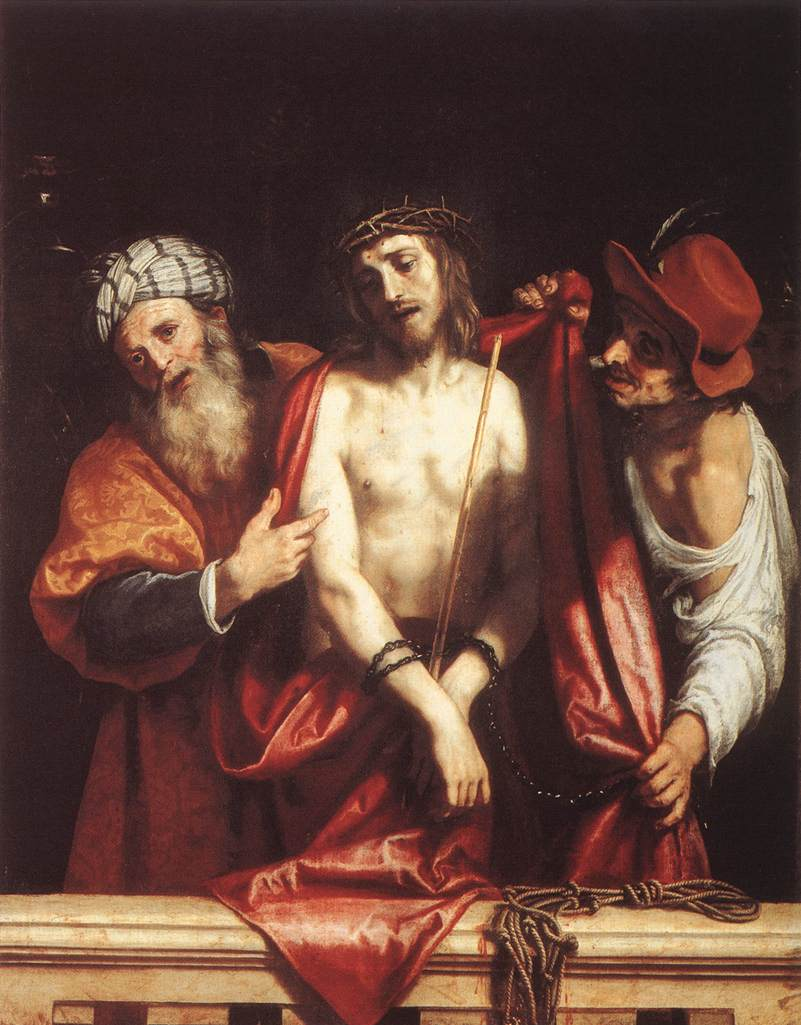
L'Ecce Homo del Cigoli

Secondo Giambattista Cardi, il nipote dell'artista fiorentino Cigoli, il "Monsignor Massimo Massimi" commissionò alcuni dipinti col soggetto dell'Ecce Homo a tre artisti, Cigoli, Caravaggio e Domenico Passignano. Cardi afferma che tra le opere eseguite, il cardinale apprezzò maggiormente quella eseguita da Cigoli.
G.P. Bellori, nel 1672, riferisce che:
Anche F. Baldinucci, nel 1681, gli fa eco, ricordando il citato concorso nelle notizie sul Cigoli:
Una nota autografa del Caravaggio attesta:
Questo importante documento permette di risolvere alcuni interrogativi. Il primo conferma che Caravaggio possedeva una qualche cultura umanistica (si noti la grafia "alla greca" di "Cristo"); il secondo è il nome del committente, Massimo Massimi (o Massimo Massimo) finora indicato genericamente o individuato in un altro membro della famiglia; il terzo è che Caravaggio si impegna a consegnare entro un mese circa dello stesso 1605 (quindi una fase assai intensa) un quadro “grande” che, forse come deterrente, gli è stato già pagato. Il tempo di esecuzione è breve e conferma la velocità del pittore. Altra notizia interessante riveste la citazione di un quadro, di valore e grandezza analoghi, che l'artista aveva già realizzato per il Massimo in epoca antecedente: una incoronazione di [spine di] Cristo. Non è escluso che Massimo Massimi abbia poi ceduto l'Ecce Homo ad un suo congiunto, Monsignor Innocenzo, mecenate e amante delle belle arti, che nel 1623 era Nunzio Apostolico a Madrid. Ciò giustificherebbe quanto affermato dal Bellori circa la presenza in Spagna del dipinto.
L'iconografia è nota tramite una copia di discreta qualità attribuita ad Alonso Rodriguez e conservata nel museo regionale di Messina, che l'Hackert, nel 1792, e Grosso-Cacopardo, nel 1821, ritengono autografa, sulla base di una tradizione locale risalente alla presenza del quadro nella chiesa di Sant'Andrea Avellino dei Padri Teatini di Messina. L'originale risulta inventariato a Palazzo Bianco nel 1921 come “copia di Lionello Spada”, e di provenienza incerta; considerato di scarso interesse, nel 1929 viene temporaneamente concesso alla Scuola Navale di Genova ubicata nell'alessiana Villa Cambiaso. Rinvenuto tra le macerie dopo i bombardamenti del 1944 viene ricoverato a Palazzo Ducale, con altri oggetti recuperati; di qui viene trasportato nel 1946 nuovamente nei depositi di Palazzo Bianco. Nella prima metà del XX secolo diversi importanti critici si esprimono circa la vera autografia dell'opera in questione. Roberto Longhi, nel catalogo della mostra milanese del 1951, sostiene che l'opera da lui volutamente esposta sia:
individuando in Pilato il Caravaggio stesso e nel Cristo i caratteri della tradizione di Antonello da Messina. La copia esposta nella mostra viene sottovalutata dalla critica presente alla rassegna milanese, prevalendo la tesi della derivazione da un ignoto prototipo, di un seguace meridionale del Caravaggio. Bernard Berenson nel 1951 aderisce, anche se con riserva, alla suddetta tradizione sostenendo che:

## Dubbi sull'attribuzione
Sulla base della copia di Messina e grazie ad un recente restauro Roberto Longhi nel 1954 riconosce, in una tela ritrovata l'anno prima da Caterina Marcenaro nei depositi di Palazzo Bianco a Genova, l'originale del Caravaggio. Il Longhi lo identifica col dipinto menzionato dal Bellori ed interpreta l'espressione: "fu portato in Ispagna" secondo la logica di un'estensione geografica, dal momento che il quadro era pervenuto dalla Sicilia che a quei tempi era sotto il dominio della Spagna. Il dipinto genovese viene confermato autografo da Mina Gregori nel 1985, con cronologia di produzione posta all'estremo momento romano dell'artista tra aprile e maggio del 1606. 
Nel 1977 Corrado Maltese, in un suo scritto dal titolo: "Vero e falso in un'opera di pittura", a proposito dell'opera in questione sostiene quanto segue: 
Essendo questo testo la trascrizione di una conferenza tenuta dal Maltese su questo argomento, egli a questo punto propone una diapositiva relativa al quadro della Madonna del Rosario di Vienna e la paragona in contemporanea con l'immagine di un particolare dell'Ecce Homo di Palazzo Bianco. Egli sostiene: 
L'autore procede proponendo ulteriori analisi comparative con altri dipinti di sicura autografia caravaggesca usando sempre come riferimento il particolare delle mani dell'Ecce Homo, e conclude: 
Secondo il Maltese quindi "l'Ecce Homo" di Genova non è un'opera di Caravaggio.
Lo storico dell'arte americano Alfred Moir, nel 1967, fa presente che il quadro in oggetto non è ricordato né dal Soprani né dal Ratti nel 1780, mentre invece l'edizione del testo di Hackert nel 1790 parla di dipinti portati a Genova dalla Sicilia tramite mercanti genovesi e inglesi che, approfittando delle ricorrenti calamità naturali che colpivano Messina, facevano incetta dai sopravvissuti dei beni salvati e l'Ecce Homo viene forse trasferito a Genova dopo il terremoto del 1783, il che spiegherebbe i silenzi sia del Ratti che del Soprani. Antonio Vannugli ritiene di aver dimostrato con fonti attendibili che il quadro sia appartenuto al diplomatico spagnolo Juan de Lezcano, documentato a Roma tra 1609 e 1616.
Franco Renzo Pesenti, in un'analisi del 1997, partendo dall'assunto che nella lettera autografa che il Caravaggio invia al suo committente Massimo Massimi l'artista non specifica il soggetto dell'opera promessa, confuta l'attribuzione dell'autografia del dipinto. Pesenti, entrando nel merito dell'attribuzione di un dipinto con soggetto Ecce Homo presente nel Santuario del Bambino Gesù di Praga ad Arenzano - copia che alcuni anni fa aveva suscitato qualche scalpore sui quotidiani come reietto capolavoro del Caravaggio - sostiene non esistere alcuna correlazione tra questo dipinto e l'Ecce Homo di Palazzo Bianco, soprattutto per via del loro diverso formato, della disposizione in controparte dei principali personaggi e del numero dei soggetti. Secondo Pesenti, in merito all'attribuzione di Palazzo Bianco, appare invece più verosimile quanto segue:
Più di recente diversi studiosi italiani e stranieri hanno rivalutato l'attribuzione a Caravaggio. Prima del 1951 l’Ecce Homo non aveva ricevuto alcun interesse anche perché il suo ingresso nelle collezioni civiche era stato relativamente recente: Orlando Grosso, allora segretario specializzato del museo, aveva proposto l’acquisto al Comune nel 1908 di un "Leonello Spada, Cristo mostrato al popolo, buona opera di pittura della scuola bolognese del Seicento conservato in ottimo stato".  Risulta verosimile l'identità tra le due opere data la generale assenza di dipinti assegnati allo Spada nelle collezioni genovesi già in antico. È probabile che l’ingresso del quadro nelle raccolte comunali segua di alcuni anni, poiché l’Ecce Homo, senza indicazioni di provenienza, viene inventariato solo dopo la prima guerra mondiale insieme alle numerose copie del legato di Casa Piola (1913) che includeva anche molte "copie d’autore". Ed è probabilmente per questo che il "Leonello Spada" visto da Grosso diventi una "Copia di un quadro del L. Spada". Tale attribuzione vedrà poi ulteriore confusione nell'interpretazione: la notazione "copia da Lionello Spada" verrà infatti riportata dalla critica come "copia di Lionello Spada", riconoscendovi dunque non un'opera derivante da un prototipo dello Spada, ma un'opera realizzata da Spada su un presunto modello caravaggesco. L'autografia della tela ancora oggi non ha un riconoscimento unanime. 

## Descrizione
Per quanto riguarda l'iconografia, nel 1954 Roberto Longhi scorge nell'opera il riflesso compositivo di un quadro di Tiziano conservato nel monastero dell'Escorial a Madrid e il rapporto con sue opere della piena attività romana. Nel 1973 Maurizio Marini osserva come il precedente più diretto per Pilato sia individuabile nel ritratto di Andrea Doria di Sebastiano del Piombo attualmente esposto presso il Palazzo del Principe a Genova, che presenta analoghe impostazione cronologica e impostazione cromatica. Secondo il critico è probabile che Caravaggio abbia visto il quadro di Sebastiano a Genova, presso Marcantonio Doria, durante la sua sosta del 1605. Il carceriere alle spalle del Cristo appare stranamente premuroso nel togliere delicatamente il mantello dalle sue spalle, ma probabilmente lo sta invece rimettendo su di queste, accingendosi a portarlo via dopo che questi è stato mostrato alla folla. Circa Pilato non vi è nessuna ambiguità: egli è cinico, e non vede l'ora di liberarsi del problema creatogli da Cristo. La Gregori sempre nel 1985 sottolinea che il gesto con cui Pilato mostra Gesù alla folla e quindi allo spettatore corrisponde alla finalità della pittura sacra del periodo della Controriforma.
L'opera è tratta dal Vangelo di Giovanni 19, 5: Ponzio Pilato mostra Cristo al popolo con le parole, Ecce Homo! ("Ecco l'uomo" - l'uomo che volete crocifiggere). Caravaggio ha combinato la presentazione di Cristo da parte di Pilato con il momento di poco precedente in cui Cristo, coronato di spine, è vestito in modo derisorio da re dai suoi aguzzini. Massimi possedeva anche una Coronazione di spine di Caravaggio, (identificata con l'Incoronazione di spine di Prato) che faceva probabilmente da pendant a quest'opera.

## Restauri e stato attuale
Il restauro eseguito a Roma nel 1954 da Pico Cellini ha ottenuto il risultato del pieno recupero e della leggibilità dell'autografia, intervenendo anche sui "danni" di un complicato "restauro" subito nel corso del Settecento che con l'andare del tempo, a causa del rattrappimento del colore e lo squamamento degli impasti stava causando la caduta del colore essiccato.
In occasione del restauro effettuato nel 2003 da Cristina Bonavera Parodi sono state eseguite indagini diagnostiche non invasive (riprese riflettografiche all'infrarosso, letture ai raggi ultravioletti, indagini al microscopio ottico e radiografie ai raggi X) che hanno permesso di ottenere una più approfondita conoscenza dello stato di conservazione, dei materiali costituenti l’opera e della tecnica esecutiva dell'artista, rivelando numerosi "pentimenti", "abbozzi preliminari di colore" e sovrapposizioni di campiture pittoriche.
La presenza, inoltre, di altri elementi pertinenti alla tecnica esecutiva del Caravaggio quali "incisioni", "pennellate a zig zag" e "l'uso della preparazione a risparmio" (ossia ciò che Bellori definiva "lasciare in mezze tinte l'imprimitura della tela"), messi a confronto con la banca dati raccolta da Rossella Vodret e da Claudio Falcucci nel 2017, si ritiene abbiano permesso l'individuazione delle caratteristiche peculiari della tecnica esecutiva del Caravaggio, confermando la certa autografia dell'opera.
L’ultimo restauro è stato condotto nel 2023 da Elisabetta Latini e il dipinto si trova attualmente in buono stato di conservazione.

## L'Ecce Homodi Madrid
Nell'aprile 2021 un'opera appartenente alla cerchia di un seguace spagnolo di Caravaggio, Jusepe de Ribera, è stata ritirata dalla vendita presso la casa d'aste Ansorena di Madrid, la cui base d'asta era di mille e cinquecento euro. Il dipinto era stato portato ad Ansorena da tre fratelli spagnoli che lo avevano ereditato dal padre, Antonio Pérez de Castro, il cui avo Evaristo Pérez de Castro lo aveva permutato nel 1823 con un'opera di Alonso Cano esposta all'Accademia di San Fernando di Madrid. Per motivi che rimangono ignoti, la attribuzione iniziale a Caravaggio e il titolo andarono perduti o mutarono in quella di "appartenente alla cerchia di de Ribera". Il Museo del Prado ha allertato il Ministero della Cultura, che ha imposto un divieto preventivo di esportazione del dipinto con conseguente ritiro dall'asta. Le prove stilistiche, così come la somiglianza dei modelli con quelli di altre opere di Caravaggio, hanno convinto alcuni esperti, tra cui Maria Cristina Terzaghi, che il dipinto sia l'opera originale di Caravaggio commissionata da Massimo Massimi nel 1605.